# Egyszer volt… az élet
Az Egyszer volt… az élet (eredeti cím: Il était une fois... la Vie) 1987-ben vetített francia televíziós rajzfilmsorozat, mely az Egyszer volt... sorozatok 3. évada. A sorozat részletesen bemutatja az emberi test felépítését és működését 26 részben. Az animációs játékfilm alkotója, írója és rendezője Albert Barillé, zenéjét Michel Legrand szerezte. A tévéfilmsorozat gyártója a Procidis. Műfaja ismeretterjesztő filmsorozat. Franciaországban az FR3 és a Canal+ vetítette, Magyarországon a MTV2, a Minimax és a Da Vinci Learning sugározta. Mindhárom adó saját szinkronváltozatot készített, a Kiwi TV pedig az M2-es változatát vetítette.

## Ismertető
A sorozat az előző szériákban megismert szereplők mellett újakat is felvonultat. A „jók” a testi működésekben részt vevő sejtek, például a vörösvértestek vagy a fehérvérsejtek, míg a negatív szereplőket vírusok és baktériumok testesítik meg. A sorozat minden részében más és más szerv vagy szervrendszert mutat be, például a szívet vagy az immunrendszert.

## Epizódok
| #   | Magyar cím                                                                                             | Francia cím                    | Vetítés              |
| --- | --- | ------------------------------ | -------------------- |
| 1.  | A sejt (MTV2) A sejtbolygó (Minimax / Da Vinci Learning)                                               | La Planète cellule             | 1987. szeptember 13. |
| 2.  | A születés                                                                                             | La Naissance                   | 1987. szeptember 20. |
| 3.  | A fehérvérsejtek (MTV2) A test őrei (Minimax) A testünk őrei (Da Vinci Learning)                       | Les Sentinelles du corps       | 1987. szeptember 27. |
| 4.  | A csontvelő                                                                                            | La Mœlle osseuse               | 1987. október 4.     |
| 5.  | A vér                                                                                                  | Le Sang                        | 1987. október 11.    |
| 6.  | A vérlemezkék                                                                                          | Les Petites Plaquettes         | 1987. október 18.    |
| 7.  | A szív                                                                                                 | Le Cœur                        | 1987. október 25.    |
| 8.  | A légzés                                                                                               | La Respiration                 | 1987. november 1.    |
| 9.  | Az agy                                                                                                 | Le Cerveau                     | 1987. november 8.    |
| 10. | Az idegsejtek (MTV2) Az idegsejt (Minimax) Az idegsejtek (Da Vinci Learning)                           | Les Neurones                   | 1987. november 15.   |
| 11. | A szem                                                                                                 | L'Œil                          | 1987. november 22.   |
| 12. | A fül                                                                                                  | L'Oreille                      | 1987. november 29.   |
| 13. | A bőr                                                                                                  | La Peau                        | 1987. december 6.    |
| 14. | A száj és a fogak (MTV2 / Da Vinci Learning) Az ízlelőbimbók és a fogak (Minimax)                      | La Bouche et les Dents         | 1987. december 13.   |
| 15. | Az emésztés (MTV2 / Da Vinci Learning) Az emésztőrendszer (Minimax)                                    | La Digestion                   | 1987. december 20.   |
| 16. | A máj                                                                                                  | L'Usine du foie                | 1987. december 27.   |
| 17. | A vese                                                                                                 | Les Reins                      | 1988. január 3.      |
| 18. | A nyirokrendszer                                                                                       | Le Système lymphatique         | 1988. január 10.     |
| 19. | A csontok és a csontváz (MTV2 / Da Vinci Learning) A csontváz (Minimax)                                | Les Os et le Squelette         | 1988. január 17.     |
| 20. | Az izmok és a zsír (MTV2 / Da Vinci Learning) Az izom és a zsír (Minimax)                              | Les Muscles et la Graisse      | 1988. január 24.     |
| 21. | A lép (MTV2) Harc a mérgező anyagok ellen (Minimax) Harc a mérgek ellen (Da Vinci Learning)            | Guerre aux toxines             | 1988. január 31.     |
| 22. | Az oltás (MTV2 / Da Vinci Learning) A védőoltás (Minimax)                                              | La Vaccination                 | 1988. február 7.     |
| 23. | A hormonok                                                                                             | Les Hormones                   | 1988. február 14.    |
| 24. | Az élet láncolatai                                                                                     | Les Chaînes de la vie          | 1988. február 21.    |
| 25. | A test is pihen (MTV2) Az éjszakai pihenés (Minimax) A testünknek is pihennie kell (Da Vinci Learning) | Réparations et Transformations | 1988. február 28.    |
| 26. | Az élet nem áll meg (MTV2) Az élet megy tovább (Minimax) És az élet folytatódik… (Da Vinci Learning)   | Et la vie va…                  | 1988. március 13.    |

## Szereplők
| Szereplő                                                                       | Szereplő                 | Magyar hang                                      | Magyar hang                                    | Magyar hang                                      | Francia hang               | Leírás                                         |
| Magyar név                                                                     | Francia név              | 1. magyar változat (MTV2, 1990)                  | 2. magyar változat (Minimax, 2001)             | 3. magyar változat (Da Vinci Learning, 2010)     | FR3 / Canal+               | Leírás                                         |
| ------------------------------------------------------------------------------ | ------------------------ | ------------------------------------------------ | ---------------------------------------------- | ------------------------------------------------ | -------------------------- | ---------------------------------------------- |
| Peti (1. Szo.) Péter (2. Szo.) Piero (3. Szo.)                                 | Pierrot                  | Minárovits Péter (gyerek) Vitay András (felnőtt) | Szokol Péter (gyerek) Holl Nándor (felnőtt)    | Előd Botond                                      | Gilles Tamiz               | A barna hajú, ügyes, makacs fiú.               |
| Kis dagi (1. Szo.) Jambo (2. Szo.) Kis pufók (3. Szo.)                         | Jumbo                    | Szokol Péter (gyerek) Bartucz Attila (felnőtt)   | Pálmai Szabolcs (gyerek) Vizy György (felnőtt) | Szvetlov Balázs                                  | ?                          | A vörös hajú, erős, dagadt fiú.                |
| Kriszta (1. Szo.) Janina (2. Szo.) Psi (3. Szo.)                               | Psi                      | Somlai Edina (gyerek) Földessy Margit (felnőtt)  | Oláh Orsolya                                   | Tamási Nikolett (gyerek) Laudon Andrea (felnőtt) | Marie-Laure Beneston       | A fekete hajú, okos lány.                      |
| Pircike (1. Szo.) Pircsi (2. Szo.) Pierett (3. Szo.)                           | Pierrette                | Vadász Bea                                       | Bálint Sugárka                                 | Pekár Adrienn (gyerek) Tamási Nikolett (felnőtt) | Béatrice Bruno             | A szőke hajú, szép lány.                       |
| Piroska (1. Szo.) Piroska (2. Szo.) Pierett (3. Szo.)                          | Pierrette                | Dallos Szilvia                                   | Németh Kriszta                                 | ?                                                | Marie-Laure Beneston       | A gyerekek édesanyja.                          |
| Tenyő / Melák                                                                  | Le Teigneux              | Rátonyi Róbert                                   | Albert Péter                                   | Szűcs Sándor                                     | ?                          | A barna hajú, nagy orrú, cigizős, rossz fiú.   |
| Baktériumvezér                                                                 | ?                        | Rátonyi Róbert                                   | Albert Péter                                   | Szűcs Sándor                                     | ?                          | A baktériumok vezére.                          |
| Grummo / Morci                                                                 | Le Nabot                 | Pálos Zsuzsa (1. hang) Földessy Margit (2. hang) | Csőre Gábor                                    | Szokol Péter                                     | ?                          | A vörös hajú, nagy orrú, cigizős, rossz fiú.   |
| Vírusvezér                                                                     | ?                        | Pálos Zsuzsa (1. hang) Földessy Margit (2. hang) | Csőre Gábor                                    | Szokol Péter                                     | ?                          | A vírusok vezére.                              |
| Mester                                                                         | Maestro                  | Képessy József                                   | Gruber Hugó                                    | Versényi László                                  | ?                          | A gyerekek tanítómestere és gyógyítója.        |
| Őssejtmester                                                                   | ?                        | Képessy József                                   | Gruber Hugó                                    | Versényi László                                  | ?                          | Az ősagyközpont sejtje.                        |
| Ősmester                                                                       | ?                        | Both András (1. hang) Hankó Attila (2. hang)     | Rosta Sándor                                   | ?                                                | ?                          | Az ősgyerekek tanítómestere és gyógyítója.     |
| Sejtmester                                                                     | ?                        | Szersén Gyula                                    | Janovics Sándor                                | Versényi László                                  | ?                          | Az agyközpont sejtje.                          |
| Dagi hadnagy (1. Szo.) Jambo főhadnagy (2. Szo.) Pufók őrnagy (3. Szo.)        | ?                        | Balázsi Gyula                                    | Vizy György                                    | Bodrogi Attila                                   | ?                          | A rendőrfőnök fehérvérsejt.                    |
| Péter kapitány (1. Szo.) Péter kapitány (2. Szo.) Piero kapitány (3. Szo.)     | Pierrot le globule blanc | Vitay András                                     | Holl Nándor                                    | Előd Botond                                      | Gilles Laurent             | Az ügyes fiúnak formázott fehérvérsejt.        |
| Kriszta hadnagy (1. Szo.) Clar hadnagy (2. Szo.) Psi hadnagy (3. Szo.)         | Lieutenant Psi           | Földessy Margit                                  | Oláh Orsolya                                   | Laudon Andrea                                    | Béatrice Bruno             | Az okos lánynak formázott fehérvérsejt.        |
| Oxildikó (1. Szo.) Kis bubi (2. Szo.) Oxika (3. Szo.)                          | ?                        | Orosz Helga                                      | Oláh Orsolya                                   | Andrusko Marcella                                | ?                          | A masnis lánynak formázott oxigénbuborék.      |
| Nagypapa                                                                       | grand-père               | Komlós András                                    | Beratin Gábor                                  | Versényi László                                  | ?                          | A gyerekek nagypapája.                         |
| Glóbusz mester (1. Szo.) Glóbusz professzor (2. Szo.) Glóbusz mester (3. Szo.) | Maître Globus            | Beregi Péter                                     | Beratin Gábor                                  | Versényi László                                  | Roger Carel                | A vezető vörösvértest.                         |
| Hemó                                                                           | Hémo                     | Kisfalussy Bálint                                | Szinovál Gyula                                 | ?                                                | Alain Dorval               | Az erős, dagadt fiúnak formázott vörösvértest. |
| Globin                                                                         | Globine                  | Magda Gabi                                       | Németh Kriszta                                 | ?                                                | Béatrice Bruno             | A szép lánynak formázott vörösvértest.         |
| Enzimfőnök                                                                     | ?                        | Forgács Gábor (1. hang) Szokol Péter (2. hang)   | Janovics Sándor                                | ?                                                | ?                          | Az enzimek főnöke.                             |
| Kromoszómafőnök                                                                | ?                        | Végh Péter (1. hang) Imre István (2. hang)       | Szinovál Gyula                                 | ?                                                | A kromoszóma művek főnöke. |                                                |
| Bundás (1. Szo.) Gömböc (2. Szo.) Fickó (3. Szo.)                              | ?                        | –                                                | –                                              | –                                                | –                          | A barna szőrű kutya, a gyerekek kiskutyája.    |
| Mesélő                                                                         | Narration                | Juhász Jácint                                    | Némedi Mari                                    | Versényi László                                  | ?                          | –                                              |
| Felolvasó                                                                      | Lecteur                  | Zahorán Adrienn                                  | Vadász Ágnes                                   | Bozai József                                     | –                          | –                                              |

- További magyar hangok (1. magyar változatban): Balázsi Gyula, Barbinek Péter, Bartucz Attila, Bolba Tamás, Bor Zoltán, Dallos Szilvia, Csankó Zoltán, Csonka András, Farkasinszky Edit, Felföldi László, Hankó Attila, Imre István, Jani Ildikó, Juhász Tóth Frigyes, Kerekes József, Kisfalussy Bálint, Kiss László, Komlós András, Lux Ádám, Magda Gabi, Mikula Sándor, Móni Ottó, Orosz István, Papp Ágnes, Peczkay Endre, Simon György, Somogyvári Pál, Soós László, Szokol Péter, Szoó György, Varga Tamás, Várkonyi András, Verebély Iván, Zsurzs Kati
- További magyar hangok (2. magyar változatban): Albert Gábor, Albert Péter, Bálint Sugárka, Beratin Gábor, Janovics Sándor, Katona Zoltán, Németh Kriszta, Oláh Orsolya, Pálmai Szabolcs, Szinovál Gyula, Szokol Péter
- További magyar hangok (3. magyar változatban): ?

## Más országokban
| Ország                    | Csatorna                                                                                            |
| ------------------------- | --------------------------------------------------------------------------------------------------- |
| Kanada                    | Canadian Broadcasting Corporation (CBC), Société Radio-Canada (SRC)                                 |
| Spanyolország             | Radiotelevisión Española (RTVE)                                                                     |
| Szlovákia                 | Slovenská televízia (STV)                                                                           |
| Olaszország               | Radiotelevisione Italiana (RAI)                                                                     |
| Hollandia                 | Katholieke Radio Omroep (KRO)                                                                       |
| Svájc                     | Radio-Télévision Suisse Romande (RTSR), Radiotelevisione della Svizzera Italiana (RTSI)             |
| Belgium                   | Radio-Télévision Belge de la Communauté Française (RTBF), Belgische Radio- en Televisieomroep (BRT) |
| Görögország               | Elliniki Radiofonia Tileorasi (ERT)                                                                 |
| Csehszlovákia             | Československá Televize (ČST)                                                                       |
| Sveriges Television (SVT) | |
| Németország               | Westdeutscher Rundfunk (WDR), Südwestfunk (SWF)                                                     |
| Izrael                    | Israel Broadcasting Authority (IBA)                                                                 |
| Portugália                | Radiotelevisão Portuguesa (RTP)                                                                     |
| Írország                  | Raidió Teilifís Éireann (RTÉ)                                                                       |
| Egyesült Királyság        | Channel 4 (C4)                                                                                      |

## Fordítás
- Ez a szócikk részben vagy egészben  az   Once Upon a Time... Life című angol Wikipédia-szócikk fordításán alapul.  Az eredeti cikk szerkesztőit annak laptörténete sorolja fel. Ez a jelzés csupán a megfogalmazás eredetét és a szerzői jogokat jelzi, nem szolgál a cikkben szereplő információk forrásmegjelöléseként.